# George Aguilar
George Aguilar (The Dalles, 1952) è un attore statunitense conosciuto principalmente per ruoli da caratterista come quello nel film di culto Bagdad Café (1987), dove interpreta il cameriere nativo americano che lavora nel caffè gestito dalla protagonista Brenda (CCH Pounder).

## Vita privata
Sposato dal 2003 con l'attrice e regista francese Josiane Balasko, si è poi trasferito con lei a Parigi. I due hanno avuto un figlio, anch'esso chiamato George Aguilar, che ha recitato col padre ne La lettera scarlatta (1995) e in Into the West (2005) prima di morire nel 2008 all'età di 28 anni.

## Filmografia parziale

### Cinema
- Nessuna pietà per Ulzana (Ulzana's Raid), regia di Robert Aldrich (1972)
- The Trial of Billy Jack, regia di Tom Laughlin (1974)
- Bagdad Café (Out of Rosenheim), regia di Percy Adlon (1987)
- Svitati (Lunatics: A Love Story), regia di Josh Becker (1991)
- La lettera scarlatta (The Scarlet Letter), regia di Roland Joffé (1995)
- Almost Heroes, regia di Christopher Guest (1997)
- Phoenix - Delitto di polizia (Phoenix), regia di Danny Cannon (1998)
- Le Fils du Français, regia di Gérard Lauzier (1999)
- Il mistero della camera gialla (Le Mystère de la chambre jaune), regia di Bruno Podalydès (2003)
- Notre Musique, regia di Jean-Luc Godard (2004)
- L'ex-femme de ma vie, regia di Josiane Balasko (2004)
- La vie est à nous!, regia di Gérard Krawczyk (2005)
- Les bronzés 3: amis pour la vie, regia di Patrice Leconte (2006)
- Big City - Dove i bambini fanno la legge (Big City), regia di Djamel Bensalah (2007)
- Cliente, regia di Josiane Balasko (2008)
- Bancs publics (Versailles rive droite), regia di Bruno Podalydès (2009)
- Dark Blood, regia di George Sluizer (2012)
- Demi-sœur, regia di Josiane Balasko (2013)

### Televisione
- Grizzly Adams (The Life and Times of Grizzly Adams) – serie TV, episodio 1x10 (c)
- La casa nella prateria (Little House on the Prairie) – serie TV, episodio 6x07 (1979)
- Hanta Yo - Il guerriero (The Mystic Warrior), regia di Richard T. Heffron – film TV (1984)
- Code of Vengeance, regia di Rick Rosenthal – film TV (1985)
- Presagi (Lightning Field), regia di Michael Switzer – film TV (1991)
- Mann & Machine – serie TV, episodio 1x05 (1992)
- Star Trek: The Next Generation – serie TV, episodio 7x20 (1994)
- Dreamkeeper, regia di Steve Barron – film TV (2003)
- Into the West – miniserie TV, 1 puntata (2005)
- Neverland - La vera storia di Peter Pan (Neverland) – miniserie TV, 2 puntate (2011)
- Phil Spector, regia di David Mamet – film TV (2013)